# Kurzschluss (Kurzfilm)
Kurzschluss ist ein deutscher Kurzfilm aus dem Jahr 2022. In den Hauptrollen sind Anke Engelke und Matthias Brandt zu sehen.

## Handlung
Bettina Maurer und Martin Hofmann treffen sich in einer Bankfiliale. Nachdem Bettina Geld abgehoben hat, bleibt ihre EC-Karte im Automaten stecken. Martin hat es eilig und möchte die Bankfiliale verlassen, doch die Glasschiebetür öffnet sich nicht. Bettina und Martin versuchen die Tür irgendwie aufzubekommen, doch der Wurf eines großen Blumentopfes, scheitert genauso wie ein Böller. Schließlich kommen die beiden ins Gespräch und stellen fest, dass sie zusammen zur Schule gegangen sind. Dann feiern sie mit Glückskeksen und Sekt in das neue Jahr hinein. Schließlich kracht der SUV von Martin in die Glastür, welcher von einem Escort-Girl gefahren wurde, für welches Martin Geld abheben wollte. Bettina zahlt mit ihrem abgehobenen Geld das Escort-Girl und Bettina und Martin schließen den Deal, sich in Kürze wiedersehen zu wollen.

## Veröffentlichung
Kurzschluss ist eine Silvesterkomödie, welche am 29. Dezember 2022 in der ARD Mediathek veröffentlicht und am 30. Dezember 2022 bei Das Erste erstausgestrahlt wurde.